# Ernesto Basile
Pour les articles homonymes, voir Basile.
Ernesto Basile, né à Palerme le 31 janvier 1857 et mort à Palerme le 26 août 1932, est un architecte italien du mouvement Art nouveau, principal représentant du style Liberty en Sicile.

## Biographie
Fils de Giovan Battista Filippo Basile, architecte auteur du Théâtre Massimo à Palerme, il étudie d'abord l'architecture avec son père avant d'entrer à la Regia Scuola di Applicazione per Ingegneri e Architetti ou École royale de génie civil et d'architecture situé dans sa ville natale. Il y obtient son diplôme d'architecte en 1878.
Il devient ensuite professeur à l'Université La Sapienza à Rome.
Il succède à son père à la chaire d'architecture  de l'université de Palerme en 1891 et reçoit à la mort de celui-ci la direction des travaux du Teatro Massimo.
A Palerme, il réalise les pavillons de l'Exposition nationale de 1892 et achève la Villa Favaloro, Piazza Virgilio, commencée par son père, avec laquelle inaugure le style liberty sicilien. Avec l'ébéniste Vittorio Ducrot, il aménage des maisons et villas de Palerme, le Yacht Florio (1903), le hall de l'Hôtel des Palmes (1907) mais aussi le Caffè Faraglia (1906) à Rome.
L'essentiel de ses réalisations est à Palerme. En dehors de cette ville, Basile a réalisé plusieurs bâtiments publics au Brésil, des palais privés et des bâtiments publics dans d'autres villes siciliennes, ainsi que l'agrandissement du palais Montecitorio et la nouvelle salle de la Chambre des députés, pour lesquels il a été critiqué tout en lui donnant une renommée internationale.

## Principales réalisations

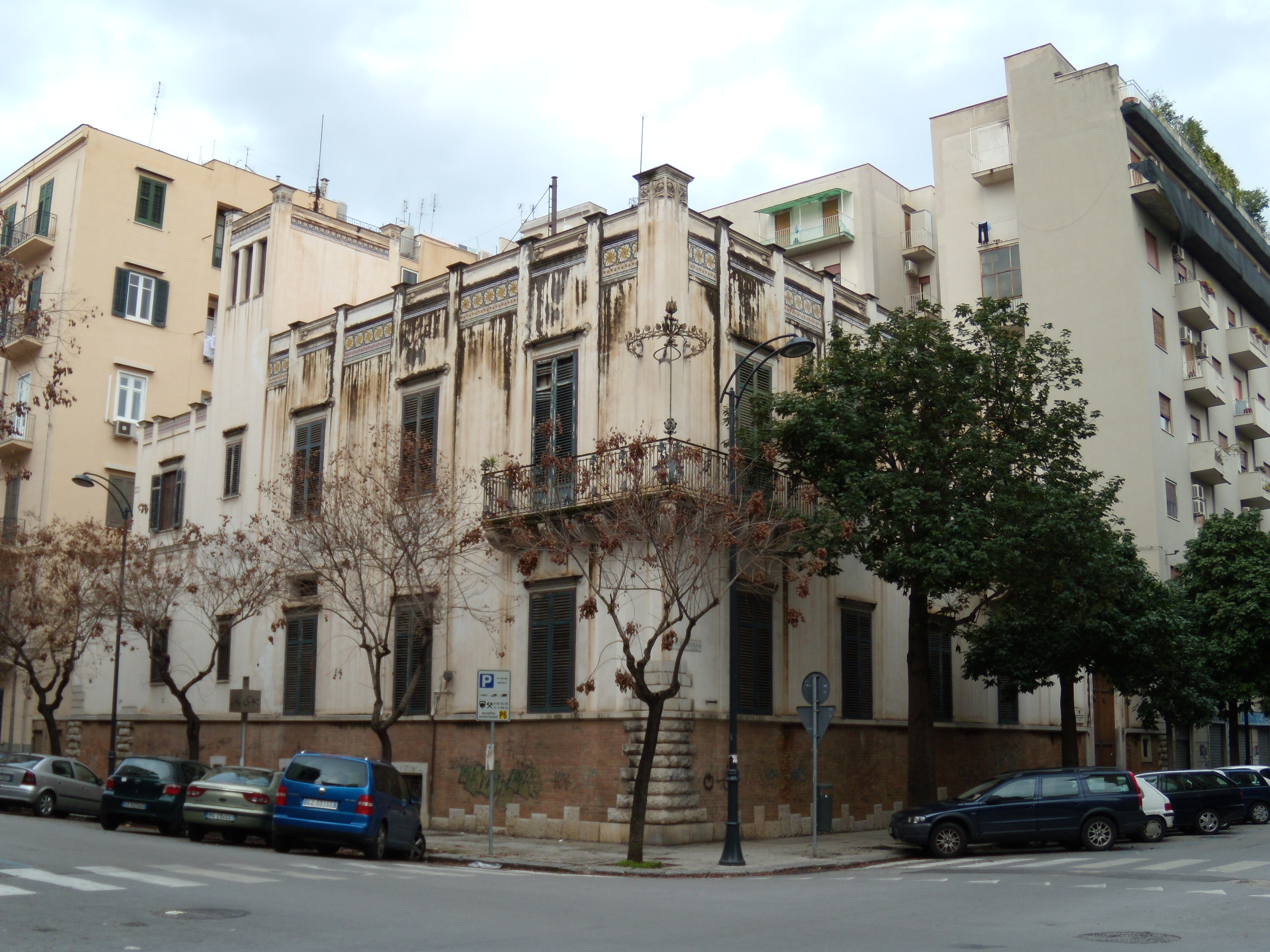
Villino Ida à Palerme

### A Palerme
- Villa Chiaramonte Bordonaro alle Croci (1893),
- Façade du Palazzo Francavilla, à l'angle de Piazza Verdi et de Via R. Settimo (1893),
- Kiosques du vice-roi, Piazza Verdi et Via R. Settimo (1893)
- Kiosques Vicari et Ribaudo sur la Piazza Verdi (1894-1897)
- Palazzo Paternò al Borgo, Palerme (détruit par les bombardements de la Seconde guerre mondiale),
- Palazzo Utveggio (1899),
- Villino Florio all'Olivuzza (1899),
- Villino du baron turinois Fassini sur la Piazza A. Gentili (1903)
- Villino Ida Basile dans la via Siracusa (1903), pour sa propre famille,
- Villa Deliella alle Croci (1905),
- Stand Florio pour le tir aux pigeons (1906),
- Villa Ugo (1907)
- Siège de l'Institut Pignatelli ai Colli (1908),
- Cassa di Risparmio, piazza Borsa (1909-1912)
- Palazzo delle Assicurazioni Generali (1912),
- Palazzo delle Assicurazioni Generali Venezia, via Roma (1913),
- Kursaal Biondo, plus tard Teatro Nazionale, entre la via E. Amari et la rue Prince de Belmonte (1914),
- Tourelle octogonale de Villa Favaloro (1914),
- Kiosque Ribaudo, place Castelnuovo (1916)
- Une chapelle funéraire dans le cimetière de Santa Maria de Gesù
- Villa Igiea all'Acquasanta (1901), un hôtel de grand prestige au bord de la mer
- Transformation du Grand Hotel et des Palmes

### Autres villes de Sicile
- Mairie de Licata (province d'Agrigento),
- Mairie d'Ispica (province de Raguse),
- Théâtre Social à Canicattì (province d'Agrigento) Plans et photo

### Rome
- Villa Rudini à Rome
- Restructuration du Palais Montecitorio à Rome afin de le transformer en Chambre des députés,